# Katastrofen i Kattegat
Katastrofen i Kattegat er en dansk stumfilm fra 1916, der er instrueret af A.W. Sandberg.

## Handling
Denne artikel mangler et handlingsreferat. Hjælp os med at skrive det.

## Medvirkende
- Carl Lauritzen - Fyrmester Ramm
- Else Frölich - Elly, fyrmesterens hustru
- Otto Reinwald - Georg, fyrmesterens søn
- Rasmus Christiansen
- Mathilde Felumb Friis
- Johanne Krum-Hunderup